# Sebastian Rode
 Sebastian Rode  (Seeheim-Jugenheim, 11 d'octubre de 1990) és un futbolista alemany que juga com a migcampista a l'Eintracht Frankfurt de la Bundesliga.